# Ellmeney-Friesenhofen
Ellmeney-Friesenhofen ist ein Wohnplatz in der Gemarkung Friesenhofen, einem Ortsteil der Großen Kreisstadt Leutkirch im Allgäu im Landkreis Ravensburg.

## Geographie
Der Ort liegt circa zehn Kilometer südöstlich der Stadt Leutkirch in der Adelegg.

## Geschichte
Ellmeney wurde erstmals urkundlich im Jahr 1407 als Elmanee erwähnt. Im Jahr 1447 wurde der Ort im Besitz der Herren von Hohentann genannt und ab 1451 im Besitz des Klosters Kempten. Im Jahr 1736 wurde die Bergkapelle Ellmeney erbaut. Ende des 18. Jahrhunderts fand die Vereinödung Ellmeneys statt, wobei die Ortsteile Halden und Kaltbronnen entstanden.